# DIGNO ケータイ2
DIGNO ケータイ2（ディグノ ケータイ2）は、京セラによって開発されたソフトバンクの第3.9世代移動通信システム（SoftBank 4G LTE）端末である。Softbank 4Gケータイシリーズのひとつ。モデル番号は701KC。

## 概要
DIGNO ケータイに続くAndroidベースのOSを搭載したDIGNOシリーズの4Gケータイ。
先代機種にあたるDIGNO ケータイから新たにWi-Fiやテザリングに対応。
バッテリー容量が先代の1500mAhから 1700mAhに増量されたことで、連続通話時間が伸びている。
端末を持った時にサブディスプレイを点灯させたり、着信などのお知らせを再度通知などをするオートアシスト機能が搭載されている。
電池を満充電せず、85％で充電が停止するバッテリーケアモードも搭載されている。（出荷時はオフ）
引き続きGoogle Playは利用できない。LINEアプリは標準搭載されている。
2020年3月に、後継機とされるDIGNO ケータイ3が発売された。

## その他機能
| 主な対応サービス             | 主な対応サービス     | 主な対応サービス        | 主な対応サービス       |
| ---------------------------- | -------------------- | ----------------------- | ---------------------- |
| タッチポインター             | フルブラウザ         | Softbank 4G LTE/VoLTE   | バッテリー容量1,700mAh |
| GPS                          | Wi-Fi                | テザリング              | オートアシスト         |
| デジタルオーディオプレーヤー | ワンセグ（視聴のみ） | 緊急速報メール          | 緊急地震速報           |
| Bluetooth                    | 赤外線通信           | 防水(IPX5/8)･防塵(IP5X) | 耐衝撃(MIL-STD-810G)   |